# Facultad de Ciencias Económicas y Empresariales (Universidad Pública de Navarra)
La Facultad de Ciencias Económicas y Empresariales, también conocida por sus siglas FCCEE, es un centro docente universitario, perteneciente al Campus de Arrosadia de la Universidad Pública de Navarra en Pamplona, y en donde se imparten estudios superiores sobre economía y empresa. 

## Sede e instalaciones
La Facultad de Ciencias Económicas y Empresariales de la Universidad Pública de Navarra tiene su sede principal en el Edificio Departamental Los Madroños, dentro del Campus de Arrosadia de Pamplona.

## Docencia

### Titulaciones de Grado[2]
Esta facultad cuenta con los siguientes grados universitarios:
- Grado en Economía.
- Grado en Economía + English Learning Programme.
- Grado en Administración y Dirección de Empresas (ADE).
- Programa Internacional del Grado en Administración y Dirección de Empresas (ADE).
- Doble Grado en Administración y Dirección de Empresas (ADE) y en Derecho.
- Programa Internacional del Doble Grado en Administración y Dirección de Empresas (ADE) y en Derecho.
- Programa Internacional del Doble Grado en Administración y Dirección de Empresas (ADE) y en Economía.

### Titulaciones de Máster[3]
Esta facultad cuenta con los siguientes másteres universitarios:
- Máster Universitario en Dirección de Empresas.
- Máster Universitario en Gestión por Procesos con Sistemas Integrados de Información - ERP.
- Máster Universitario en Gestión, Organización y Economía de la Empresa.
- Máster Universitario en Análisis Económico y Financiero.

### Otra formación
A través de la Fundación-Sociedad imparte también cursos de especialización.

## Dirección[4]
- Decana:  M. Sandra Cavero Brújula.
- Secretario:  Francisco José López Arceiz.

## Departamentos
- Derecho.
- Ciencias Humanas y de la Educación.
- Economía.
- Gestión de empresas.
- Estadística, Informática y Matemáticas.
- Sociología y Trabajo Social.